# King's Disease III
Albums de Nas
Magic
(2021) Magic 2
(2023)
King's Disease III est le quizième album studio du rappeur américain Nas, sorti en 2022.
Comme ses prédécesseurs King's Disease et King's Disease II, cet album est majoritairement produit par Hit-Boy.

## Liste des titres
Toute la musique est composée par Hit-Boy, sauf exceptions notées.
| No  | Titre                             | Auteur                                                               | Producteurs             | Durée |
| --- | --------------------------------- | -------------------------------------------------------------------- | ----------------------- | ----- |
| 1.  | Ghetto Reporter                   | - Nasir Jones - Chauncey Hollis Jr. - Jesse Blum                     |                         | 2:36  |
| 2.  | Legit                             | - Jones - Hollis - Philip Cornish                                    |                         | 3:22  |
| 3.  | Thun                              | - Jones - Hollis                                                     |                         | 3:26  |
| 4.  | Michael & Quincy                  | - Jones - Hollis - Blum                                              |                         | 2:47  |
| 5.  | 30                                | - Jones - Hollis                                                     |                         | 2:18  |
| 6.  | Hood2Hood                         | - Jones - Hollis - Quintin Gulledge                                  |                         | 3:00  |
| 7.  | Recession Proof                   | - Jones - Hollis                                                     |                         | 3:03  |
| 8.  | Reminisce                         | - Jones - Hollis - Blum                                              |                         | 3:33  |
| 9.  | Serious Interlude                 | - Jones - Hollis - Blum                                              |                         | 2:58  |
| 10. | I'm on Fire                       | - Jones - Hollis                                                     |                         | 2:29  |
| 11. | WTF SMH                           | - Jones - Hollis - Justin Keith Williams                             | - Hit-Boy - Jansport J  | 3:48  |
| 12. | Once a Man, Twice a Child         | - Jones - Hollis - Chauncey Hollis III                               | - Hit-Boy - C3 Official | 3:59  |
| 13. | Get Light                         | - Jones - Hollis                                                     |                         | 2:52  |
| 14. | First Time                        | - Jones - Hollis                                                     |                         | 2:44  |
| 15. | Beef                              | - Jones - Hollis - Dustin James Corbett                              |                         | 3:05  |
| 16. | Don't Shoot                       | - Jones - Hollis - Jun Kim                                           |                         | 2:32  |
| 17. | Til' My Last Breath (bonus track) | - Jones - Hollis - Thom Jongkind - Idir Makhlaf - Timothy Jude Smith |                         | 3:10  |

## Samples
- Legit contient un sample de A Heart Is a House for Love de The Dells[1].
- Ghetto Reporter contient un sample de Just Us de Richard Pryor.
- Thun contient un sample de The Bridge Is Over de Boogie Down Productions.
- Hood2Hood contient une interpolation de Da Butt d'Experience Unlimited.
- Get Light" contient une interpolation de Party and Bullshit de The Notorious B.I.G.
- Reminisce contient un sample de You Remind Me de Mary J. Blige.
- I'm on Fire contient des éléments de NBA Jam et Street Fighter II: The World Warrior.
- Beef contient un sample de N.Y. State of Mind de Nas.
- Til' My Last Breath contient un sample de Narco de Blasterjaxx & Timmy Trumpet.

## Classements
| Pays et classements (2022)           | Meilleure position |
| ------------------------------------ | ------------------ |
| Australie - ARIA Digital Album Chart | 9                  |
| Belgique (Flandre Ultratop)          | 101                |
| Canada (Canadian Albums)             | 29                 |
| Pays-Bas (Mega Album Top 100)        | 97                 |
| Japon - Digital Albums (Oricon)      | 46                 |
| Suisse (Schweizer Hitparade)         | 42                 |
| Royaume-Uni (UK Albums Chart)        | 48                 |
| Royaume-Uni (R&B Albums)             | 2                  |
| États-Unis (Billboard 200)           | 10                 |
| États-Unis (Top R&B/Hip-Hop Albums)  | 4                  |